# Adblock Plus
Adblock Plus (ABP) — відкрите кросплатформенне розширення браузера для фільтрації контенту, зокрема блокування реклами. Розробником Adblock Plus є німецька компанія Eyeo GmbH. Розширення було випущено для браузерів Mozilla Firefox (включаючи Firefox для мобільних), Google Chrome, Internet Explorer, Microsoft Edge, Opera, Safari, Яндекс.Браузер та Android.
У 2011 році AdBlock Plus та Eyeo викликали значну суперечку з боку своїх користувачів, коли вони запровадили програму «Прийнятна реклама», щоб «дозволити певну ненав'язливу рекламу» (наприклад, Google Ads) за замовчуванням у налаштуваннях розширення. Попри те, що участь у білих списках для невеликих вебсайтів є безкоштовною, великі рекламні компанії зобов'язані оплачувати можливість включення їх оголошень в білий список (як повідомляється, «еквівалентну 30 відсоткам додаткових доходів від реклами, які вони могли б отримати від розблокування»). Білий список оголошень, включених за допомогою цієї програми, був ввімкненим за замовчуванням для користувачів AdBlock Plus.
За даними офіційного сайту Mozilla Firefox станом на лютий 2020 року, він має близько 9 мільйонів активних користувачів та є самим популярним розширенням для браузера Firefox.
У вересні 2015 року розробники ABP випустили свій браузер Adblock Browser для ОС Android та iOS, який використовує ту ж технологію блокування реклами, що й розширення.

## Принцип роботи
Adblock Plus блокує HTTP-запити відповідно до адреси джерела і може блокувати різні типи елементів сторінки, наприклад, зображення, iframes, скрипти, об'єкти Flash та Java і так далі. Він також використовує правила приховування — таблиці стилів, щоб приховати елементи, такі як текстові оголошення на сторінці, у міру їх завантаження, замість їх блокування; і правила блокування спливаючих вікон.

## Історія та статистика
Майкл Макдональд створив Adblock Plus 0.5, що поліпшило оригінальний AdBlock шляхом включення в себе наступних можливостей:
- білі списки;
- підтримка блокування фонових зображень;
- підписка на фільтри з фіксованою адресою і автоматичні оновлення;
- можливість приховати HTML елементи;
- можливість приховати рекламу для кожного сайту, а не тільки глобально;
- виправлення витоків пам'яті;
- поліпшення в інтерфейсі.

У 2006 році автор припинив розробку та передав проєкт молдовському програмісту Владіміру Паланту, який випустив Adblock Plus 0.6 з переписаним кодом в січні 2006 року.

## Конфлікт розробників NoScript і AdBlock Plus
1 травня 2009 Владімір Палант повідомив про те, що інше популярне розширення NoScript модифікує налаштування його продукту, додаючи в білий список AdBlock Plus (ABP) кілька рекламних сайтів, які є спонсорами авторів NoScript.
За словами розробника NoScript, Джорджіо Маоні (Georgio Maone), причиною, яка штовхнула його на модифікацію чужого продукту, було «занадто агресивне» блокування вищезгаданої реклами.
Цей інцидент викликав вкрай негативну реакцію користувачів і змусив автора NoScript скасувати цю модифікацію в наступній версії.

## Нагороди
- Журнал «PC World» оцінив Adblock Plus як один зі 100 найкращих продуктів 2007 року (95 місце)[15].
- У березні 2010 року на виставці CeBIT був відзначений як найкраще Open Source розширення для Firefox[16].

## Підписки
Користувачі можуть додавати зовнішні набори фільтрів. Adblock Plus включає можливість використання однієї або декількох підписок на зовнішній фільтр, які автоматично оновлюються. Filterset.G несумісний із цією системою (а Adblock Plus спеціально рекомендує не використовувати Filterset.G також з інших причин), але можна додавати інші набори фільтрів.
Підписка для Adblock Plus являє собою текстовий список готових правил фільтрації з обов'язковим зазначенням мінімальної версії Adblock Plus, яка потрібна для правильної роботи правил підписки. Підписки створюються окремо від Adblock Plus багатьма авторами. Список відомих підписок Adblock Plus зберігається на офіційному вебсайті Adblock Plus. Всі або багато підписок встановлювати не рекомендується, оскільки це позначається як на швидкодії, так і на кількості помилкових спрацьовувань (як правило, кожна підписка призначена, в першу чергу, для сайтів певною мовою).
EasyList був найпопулярнішим списком фільтрів Adblock Plus станом на серпень 2011 року, з понад 12 мільйонами підписників. Створений Ріком Петнелем (Rick Petnel), він офіційно був рекомендований програмою Adblock Plus, а на його основі були створені списки фільтрів для інших мов. Петнел помер у 2009 році, після чого Палант поставив користувача з нікнеймом «Ares2» новим відповідальним за список. Підписки на списки фільтрів EasyList та EasyPrivacy встановлюються за замовчуванням у розширенні uBlock Origin, але не в самому Adblock Plus. Обидва ці списки фільтрів також використовуються Google Chrome з 15 лютого 2018 року на сайтах, які не відповідають стандартам кращих оголошень.
У травні 2013 року колишній другий за популярністю список фільтрів Adblock Plus, список Fanboy's, був об'єднаний з EasyList.
Для україномовних сайтів рекомендується підписка RU AdList [Архівовано 9 квітня 2018 у Wayback Machine.] з українською та російською локалізацією (під час інсталяції Adblock Plus пропонується її встановити). Підписка постійно оновлюється та є доповненням до підписки EasyList. На сайті RU AdList можна підписатись також на додаткові підписки: для блокування статистичних лічильників в інтернеті, зайвих елементів сайтів, для часткового блокування порнографії.

## Доповнення
Автором Adblock Plus та іншими розробниками розширень створені доповнення, які розширюють можливості Adblock Plus:
- Element Hiding Helper [Архівовано 28 лютого 2020 у Wayback Machine.] (автор — Владімір Палант) — доповнення, значно спрощує складання правил приховання[11] (не блокування) для Adblock Plus. Використання цих правил можливо без Element Hiding Helper.

- AdChange For AdblockPlus — експериментальне доповнення (автор — Тібо Матьє), яке замінює видалену Adblock Plus рекламу зображеннями з локального диска або інтернет-альбомів користувача.